# Scatterbrain
Scatterbrain é uma banda novaiorquina, conhecida por fazer heavy metal mesclado com funk, com letras humorísticas.

## História
Formada no ano de 1989 em Long Island, Nova Iorque, das cinzas da banda novaiorquina de hardcore Ludichrist, que contava com o vocalista Tommy Christ e o guitarrista Glen Cummings.
A banda costuma realizar performances extravagantes em concertos, incorporando no repertório bizarras covers, incluindo medleys de Mozart mesclado com músicas do Motörhead, aparecendo fantasiados em cross-dressing ou como galinhas gigantes.
Com o lançamento de seu debut álbum em 1990, intitulado Here Comes Trouble, fizeram sucesso com as músicas Down With The Ship e Don't Call Me Dude (a última sendo seu mais popular single, ficou entre as 20 mais tocadas na Austrália), sendo ambas lançadas em formato videoclipe para a MTV, passando regularmente no programa Headbangers Ball e no episódio Blood Drive do desenho animado Beavis and Butt-Head.
Em 1992 a banda contribuiu com uma cover do rapper LL Cool J "Mama Said Knock You Out" para a trilha sonora do filme Encino Man (Homem da Califórnia).
Em 1993 Cummings deixa a banda. Os membros restantes Christ, Neider, Brogna and Boyko compõem e lançam o álbum intitulado: Mundus Intellectualis (1994). A banda oficialmente encerra suas atividades em 1994.
Desde 2007, a banda temporariamente reformada fez uma série de shows sem Cummings.

## Discografia
- 1990: Here Comes Trouble
- 1991: Scamboogery
- 1992: Return Of The Dudes Tour (EP)
- 1994: Mundus Intellectualis